# Mikaela Lupu
Mikaela Lupu (Moldávia, 16 de setembro de 1995) é uma atriz portuguesa nascida no leste da Moldávia.
Ficou conhecida pela sua aparição na série Morangos com Açúcar onde interpretou a personagem Teresa Soares.

## Biografia
Filha de trabalhadores operadores de gruas de torre, os seus pais foram convidados para virem trabalhar para Portugal. Mikaela Lupu veio para Portugal com a família aos cinco anos de idade. Viveu no Montijo, Lisboa e Sintra.

## Filmografia

### Televisão
| Ano         | Projeto                           | Papel                    | Notas                   | Canal |
| ----------- | --------------------------------- | ------------------------ | ----------------------- | ----- |
| 2011 - 2012 | Morangos com Açúcar               | Teresa Soares            | Elenco Principal        | TVI   |
| 2013        | Mundo ao Contrário                | Cila Medeiros            | Elenco Principal        | TVI   |
| 2013        | Os Filhos do Rock                 | Miúda                    | Elenco Adicional        | RTP1  |
| 2014        | O Beijo do Escorpião              | Maria Santos             | Elenco Principal        | TVI   |
| 2015        | Jardins Proibidos                 | Carlota Perestrelo Alves | Elenco Principal        | TVI   |
| 2016 - 2017 | A Impostora                       | Sofia Fontes             | Elenco Principal        | TVI   |
| 2016        | Dentro                            | Soraia                   | Elenco Adicional        | RTP1  |
| 2017        | Vidago Palace                     | Carlota de Vimieiro      | Elenco Principal        | RTP1  |
| 2020 - 2021 | Nazaré                            | Vânia Costa              | Elenco Principal        | SIC   |
| 2020        | O Clube (1.ª temporada)           | Russa                    | Elenco Adicional (OPTO) | SIC   |
| 2021        | A Consoada- Uma História de Natal | Ana                      | Protagonista            | TVI   |
| 2023        | Ao Largo                          | Leonor                   | Protagonista            | RTP1  |

### Teatro
| Ano  | Produção                   | Personagem            |
| ---- | -------------------------- | --------------------- |
| 2017 | Village Underground Lisboa | Céu de Xavier Pereira |

### Cinema
| Ano  | Título  | Personagem   | Realizador    |
| ---- | ------- | ------------ | ------------- |
| 2018 | Leviano | Júlia Paixão | Justin Amorim |